# Pseudohypaspidius ferrioti
Pseudohypaspidius ferrioti är en skalbaggsart som beskrevs av Soula 2002. Pseudohypaspidius ferrioti ingår i släktet Pseudohypaspidius och familjen Rutelidae. Inga underarter finns listade i Catalogue of Life.